# 德布罗伊王妃肖像
《德布罗伊王妃肖像》（法語：La Princesse de Brogli）是法国新古典主义画家让·奥古斯特·多米尼克·安格尔1851至1853年创作的油画，画上人物是宝琳·德布罗伊，她于1845年嫁给阿尔贝·德·布罗伊（后当上第28任法国总理）后获得王妃礼称。画作完成时宝琳28岁，她非常聪明，美貌远近闻名但十分害羞，画中还体现出她忧郁的一面。宝琳30来岁时患上肺结核，1860年撒手人寰时年仅35岁；阿尔贝对此非常伤心，此后四十余年均未再婚，直至1901年谢世。
安格尔在准备期间先用铅笔创作草图，人物呈现不同姿势，身着各种风格服装。最终完成的画作与《豪森维尔伯爵夫人肖像》、《罗斯柴尔德男爵夫人肖像》、《莫第西埃夫人肖像》一起成为画家后期女子肖像中的杰作。与他的大部分女子肖像一样，本作的服装和背景同样渲染得非常精确，人物躯体看起来仿佛没有坚固的骨架。画作上有作者签名，标注的完成时间是1853年，如今由纽约大都会艺术博物馆收藏。

## 委聘
1845年6月18日，约瑟芬-埃洛诺雷-玛丽-宝琳·德加勒德·德布拉萨克·德贝恩（Joséphine-Éléonore-Marie-Pauline de Galard de Brassac de Béarn，1825至1860年）与阿尔贝·德·布罗伊结为连理，两人共有五个儿子。虽然没有高层次的皇室血统，但两人还是在结婚之际分别为自己加上亲王和王妃头衔。宝琳非常聪明和虔诚，她博览群书，短暂的一生中写过很多文章。她的美貌和魅力广为人知，但为人十分害羞，所以身边的人经常避免与她对视，以免使她难堪。让·奥古斯特·多米尼克·安格尔曾于1845年为阿尔贝的姐姐豪森维尔伯爵夫人（Countess d'Haussonville）绘制肖像，阿尔贝看到后非常满意，于是请他为深爱的妻子画像。

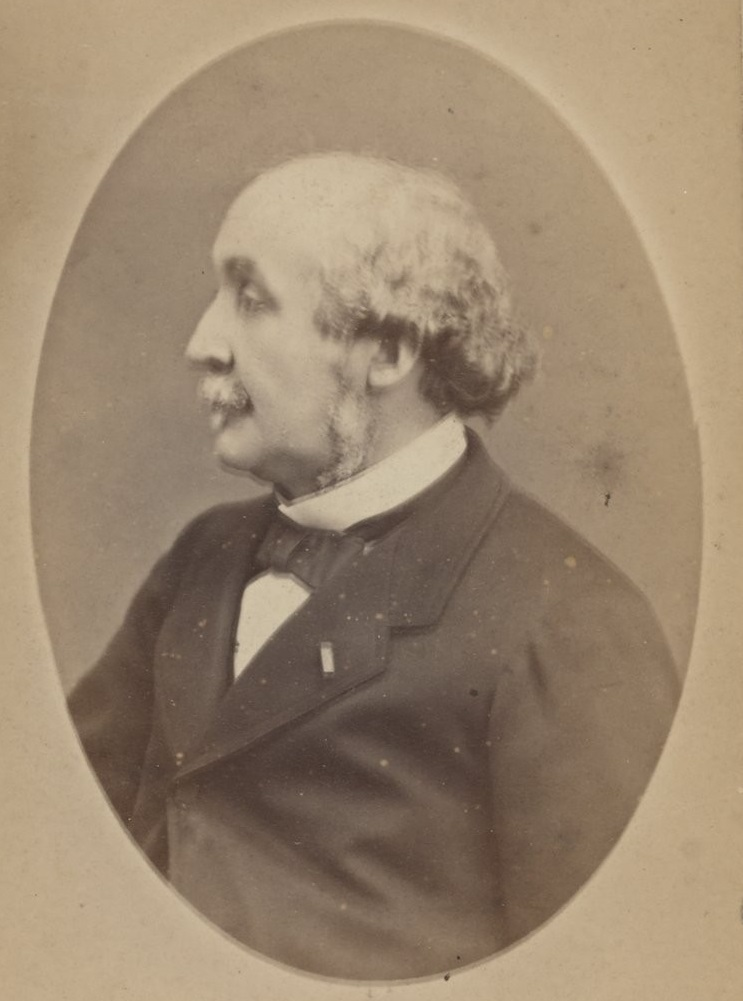
第28任法国总理阿尔贝·德·布罗伊，第四代布罗伊公爵

阿尔贝于1850年左右就委聘事宜联络安格尔，画家这年一月同德布罗伊一家共进晚餐，据在场人士回忆，安格尔“看起来对模特儿很满意”。
肖像画是安格尔的主要收入来源，但他对历史绘画更有兴趣，从业早期就主要创作历史画作，只是收益远不及肖像画。到了19世纪40年代，安格尔已经是广受赞誉的画家，不再需要依靠佣金生活。《德布罗伊王妃肖像》是他创作的倒数第二幅女子肖像，也是最后一幅社会画像。
安格尔的创作方法受到雅克-路易·大卫影响，首先聘请职业模特儿绘制裸体草图。根据博纳博物馆的研究图画，他先绘出坐姿模特儿的身体轮廊，然后再考虑如何画上奢华的服装和饰品。此次委聘已经没有文献记载存世，画家采取的具体步骤和顺序已不可考，现存最早的草图年份是1850，画上宝琳的晚礼服款式就是从这年开始流行。最终成品的左中部有作者签名和日期：“J. INGRES. pit 1853”（“让·安格尔，1853年绘”）。
宝琳于1860年因肺结核撒手人寰，年仅35岁，阿尔贝将她的宗教史论文分为三卷出版。他于1873年当上第28任法国总理并一直活到1901年，但对宝琳念念不忘，始终没有再娶。他一直保留亡妻的肖像，画面披着织物，再用天鹅绒幕布覆盖，只会选择部分展览外借。阿尔贝去世后，这幅肖像在德布罗伊家族内流传，直至1958年经银行家和美术收藏家罗伯特·雷曼（Robert Lehman）之手卖给大都会艺术博物馆，如今仍在雷曼馆收藏。画中绝大多数珠宝和配饰仍由德布罗伊家族保留，但羽毛装饰已卖给大都会博物馆服装学院（Costume Institute of the Metropolitan Museum）。

## 预备研究
与安格尔的其他后期肖像画相比，《德布罗伊王妃肖像》的现存预备草稿很少。根据他的习惯做法，画作中不是很重要的部分往往交给助手完成，预备研究阶段草图不但是最终作品的绘制基础，还起到指引助手工作的作用。估计部分草图已经遗失或被毁。
现存草图标识年份为1850至1853年，使用石墨画在纸或透写纸上。草图详尽程度和细节各不相同，但可以对比最终画作和模特儿的姿势看出画家构想。最早的草图是呈坐姿的德布罗伊王妃，笔触较为简略。另一幅草图是裸体模特站立的全身像，站立姿势与最终画作基本一致，并有安格尔对两手用不同方式交叉的实验。另一幅全身草图上的人物已经穿上衣服，还有两幅草图聚焦双手。此外还有一幅完成度很高的画作，王妃左手靠近颈部，身上的服装比最终的油画简约，这幅画可能是研究草图，也可能是独立项目。除现存的五或六幅草图外，确知已有同样数量的草图遗失。

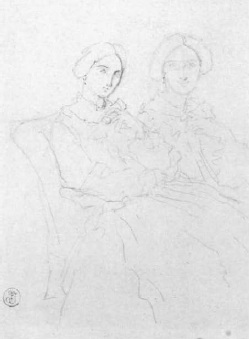
《德布罗伊王妃肖像研究》，约1850至1851年
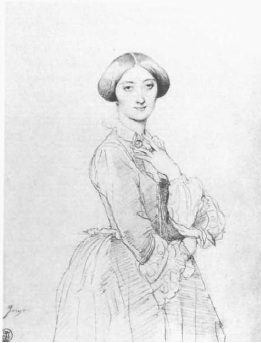
《德布罗伊王妃》，约1851至1852年，纸上石墨画，31.2×23.5厘米，私人收藏
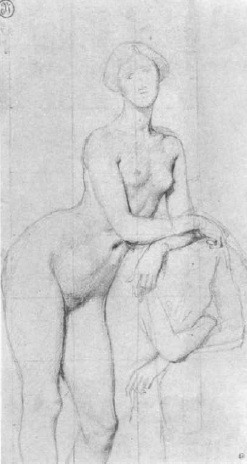
《研究》，约1852至1853年，纸上石墨画，30×16厘米，巴约讷博纳博物馆
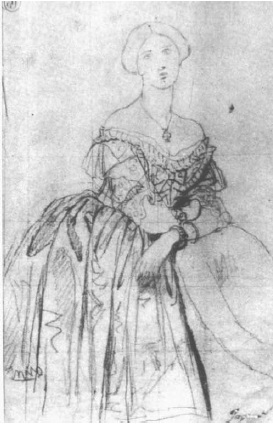
《研究》，约1852至1853年，纸上石墨和红色粉笔画，27.8×17.5厘米，目前所在不明

最早的预备研究草图已经确定油画的主要图案，如宝琳鹅蛋形的脸，弯弯的眉毛，两手交叠，以及把一只手插入另一手衣袖的习惯等。安格尔发现坐姿画起来很困难，每个细节都要反复思量。从他写给友人兼客户查尔斯·马可特（Charles Marcotte）的信中来看，安格尔就在宝琳的家中绘画，这能大幅加快创作进度，但是画作的背景十分繁杂，创作过程很辛苦，除了给第二任夫人画像外，他以后都不想再画肖像。最终《安格尔夫人肖像》（Portrait of Madame Ingres）便是安格尔的最后一幅女子画像。

## 详解

### 绘画

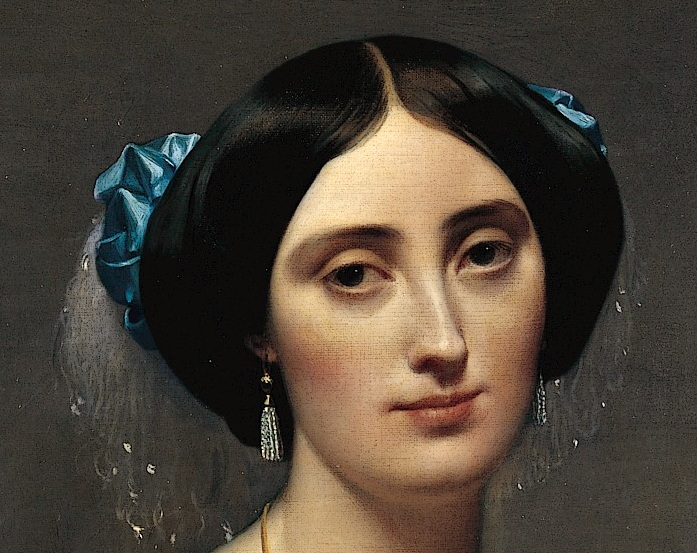
画作细节，可以看清珍珠耳环和带有羽毛的垂褶珍珠头饰

德布罗伊王妃占据四分之三的版面，手臂搭在浅金色织锦缎安乐椅的豪华靠垫上。她的头朝观众左侧倾斜，黑发向后梳紧并用蓝色缎带绑住。根据画作判断，她当时正在位于巴黎大学路90号的家里，身上的晚礼服表明此时已是夜间，她正准备出门。她的礼服正是当时巴黎的流行款式，服装、珠宝和家具都与此时盛行的法兰西第二帝国华丽时尚相符。王妃身着金绣晚装披肩，搭配淡蓝色缎面露肩铁圈裙式舞会礼服和蕾丝与缎带饰边。
宝琳佩戴的饰品包括项链、流苏耳环和两腕都有的手镯。脖子上的吊坠带有扁形十字架，代表她对信仰的虔诚，估计是由福图纳托·皮奥·卡斯特拉尼（Fortunato Pio Castellani）或麦兰瑞（Mellerio dits Meller）设计。她的耳环是用多层小颗天然珍珠串成，左手腕上还有绳状珍珠手链，右手腕上的手链由红色珐琅和镶钻金链制成。项链是串起金质吊坠的双环链，吊坠看起来应该是年代久远的罗马护身符。

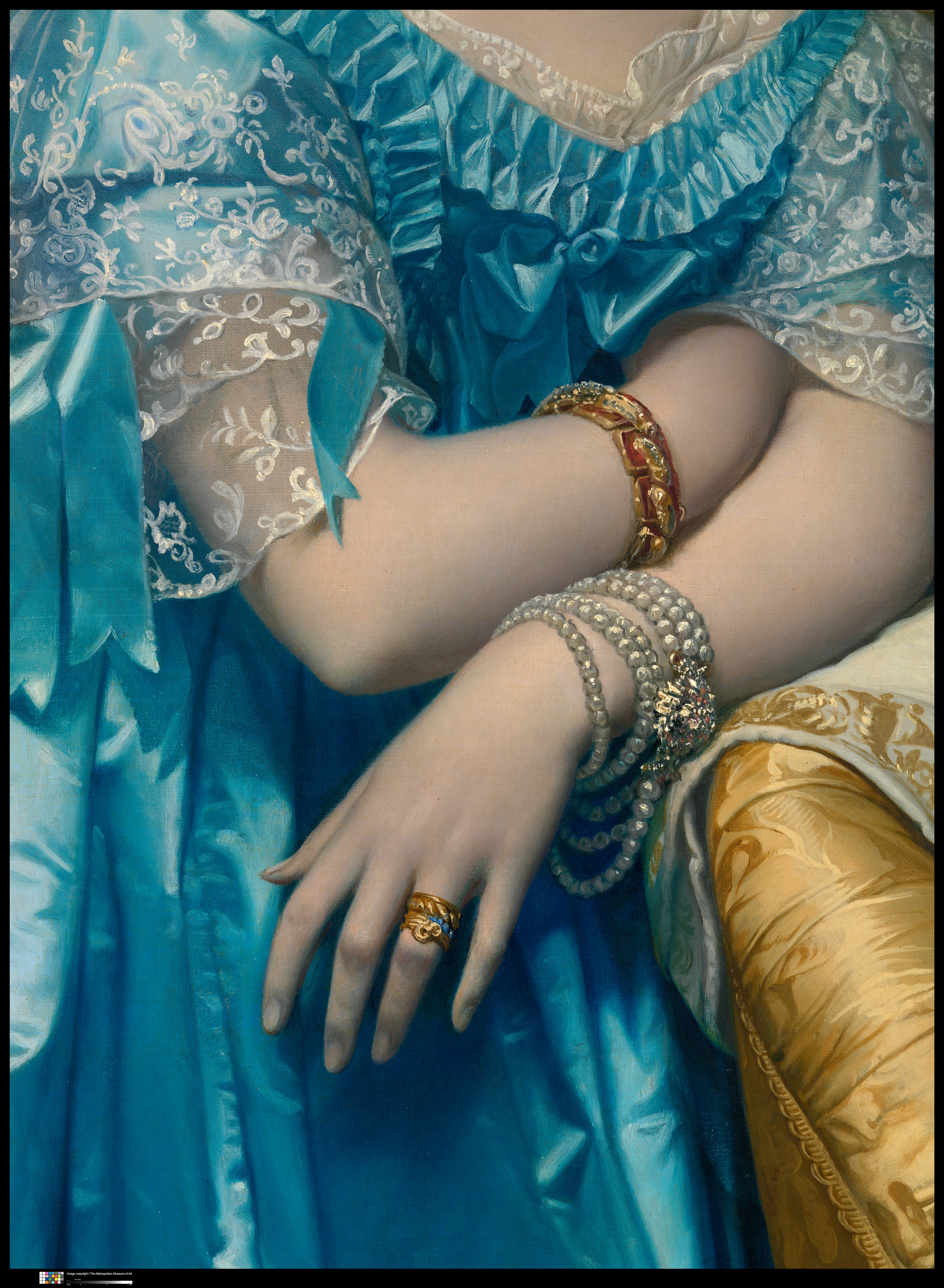
画作细节，可以看清蕾丝连衣裙饰物、珠宝、戒指、插进衣裙的手，修长的手指，以及金色的椅子靠背

与安格尔的其他女子肖像一样，画上的宝琳看起来好像没有坚固的骨架。她的脖子长到异常，双手似乎错位而且没有骨头，左前臂看起来画得还不到位，缺乏肌肉组织。虽然德布罗伊王妃的美貌远近闻名，但鹅蛋型的脸部和面部表情看上去太过理想，前景其他部分缺乏足够的细节支撑。
画作由灰色、白色、蓝色和金色调和而成，衣装和饰品都极其精细、清晰和逼真，美术史学家将之与扬·范艾克的作品相比。罗伯特·罗森布鲁姆（Robert Rosenblum）认为画作“色彩和谐得惊人”，其精致感、银色的强烈时尚感和优异的品质，或许只有弗美尔才能与之一较短长。她的五官仿佛雕像，皮肤呈现出瓷器般的光泽。画上有多处创作早期的遗留痕迹，例如人物头发轮廓周围和黄色的椅子。她的头部两侧，靠近耳环位置有一条水平走向的遗留痕迹，宽约2.5厘米，还略有黄色颜料显现出来，估计是用于确定人物的位置。椅子上的黑色帽子看起来是之后加绘。作者先在预备草图上确定人物姿势和形状，然后在画布上标出痕迹，再在作画时用颜料覆盖，最终的成品还是可以看到稍许痕迹，例如左肩周围和胸部的调和线条，还有线条带出喉咙和紧身胸衣的上边缘。

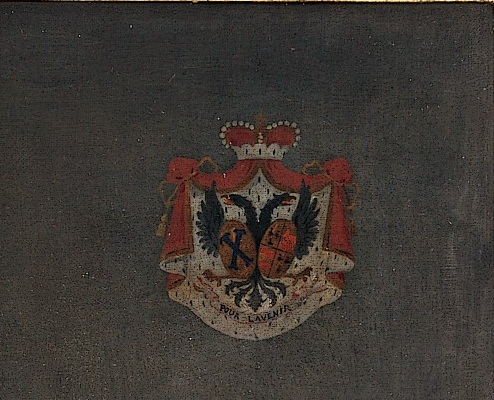
德贝恩和德布罗伊家族纹章结合而成的盾徽

与包括《豪森维尔公爵夫人肖像》（Portrait of Comtesse d'Haussonville）在内的大部分安格尔后期肖像画相比，《德布罗伊王妃肖像》的背景平平无奇，这可能是为了突出右上角的家族盾徽。马丁·戴维斯（Martin Davies）认为图作背景是“赤裸裸的势利眼”。墙壁呈柔和适中的浅灰色，纹理均匀，水平和垂直方向都有镀金木质长条装饰，上面的纹章是画家结合德贝恩和德布罗伊家族纹章虚构而成。灰色的墙壁上有深蓝色颜料的线条，但已经很浅，几乎看不出来。画作背景简约，体现出安格尔早期女子肖像“苦行者的优雅”风格，画上人物大多呈坐姿，身后没有华丽的装饰。背景中精确渲染的细节和几何图形营造出静止感，但略微倾斜的头部和衣服褶皱位置反射的微光又体现出微妙动感。

### 画框

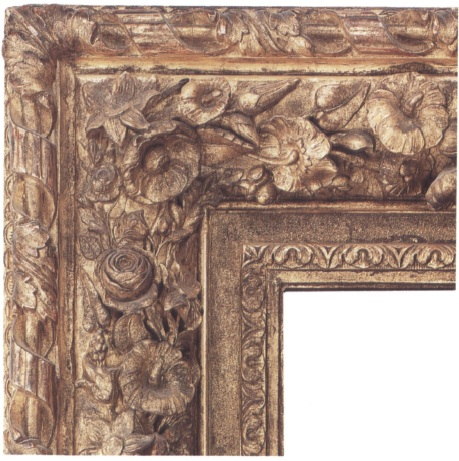
路易十三风格的奥沃罗画框，约1950至1960年

当时采用的画框外沿规格157×125.6厘米，采用鲑鱼红结合暗棕色的松木制作，内衬镀金装饰花环。画框是1950至1960年间在美国生产（与大都会艺术博物馆买下画作的时间差不多），采用安格尔时期法国流行的路易十三风格，与《莫第西埃夫人肖像》（Portrait of Madame Moitessier）的画框类似。《莫第西埃夫人肖像》标注的完成日期是1856年，估计其画框就是《德布罗伊王妃肖像》画框的原型。此外，《德布罗伊王妃肖像》原本采用的石膏画框最迟是在1860年左右完成，估计外观与目前采用的画框类似。

## 评价

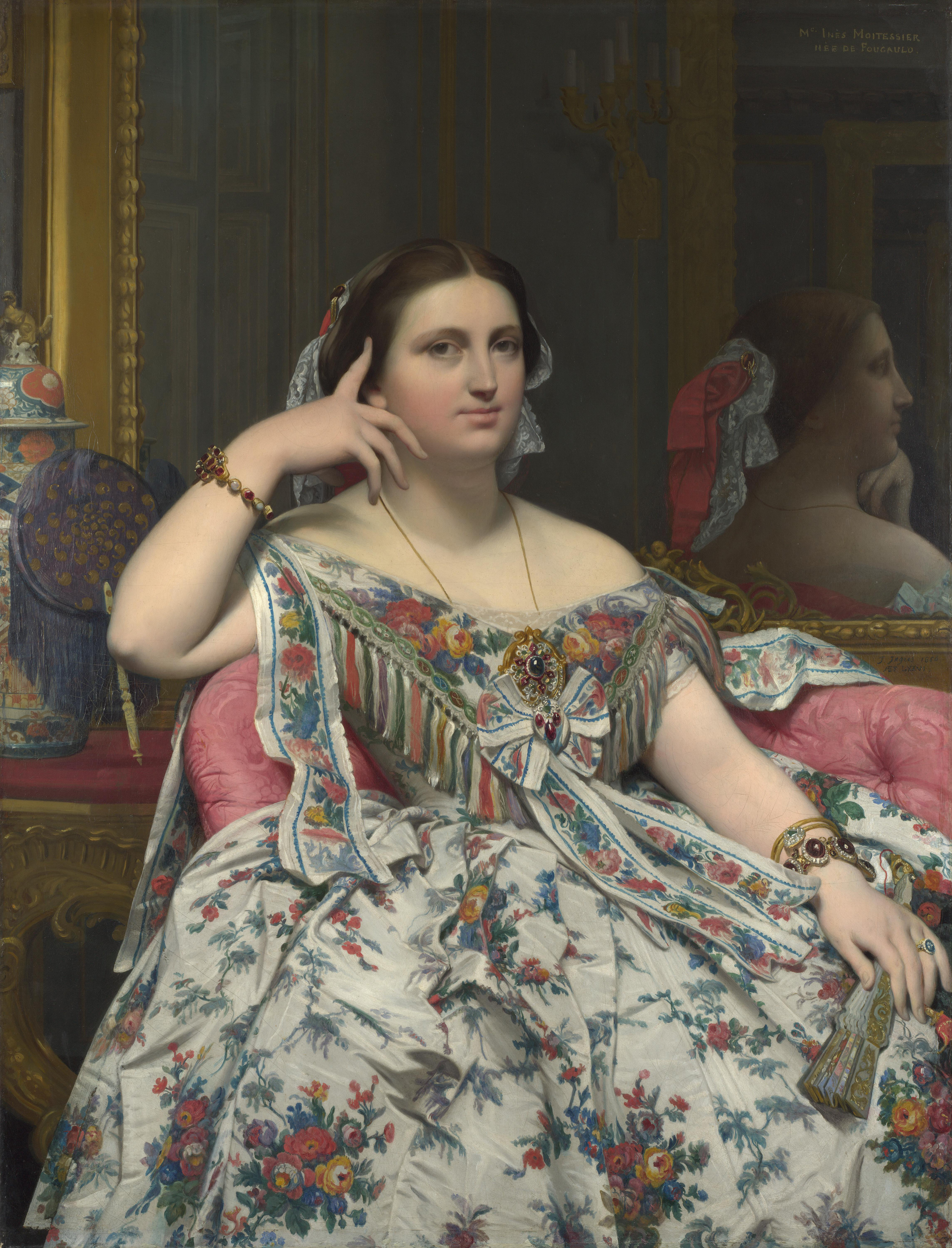
《莫第西埃夫人肖像》，1856年，伦敦国家美术馆收藏

画作起初由安格尔保留，1854年12月在他的工作室首度对外展示，一同展出的还有《洛伦佐·巴尔托利尼的肖像》（Portrait of Lorenzo Bartolini），约1808年完成的《维纳斯，爱与美的女神》（Venus Anadyomene），以及尚未完成的《莫第西埃夫人肖像》（约1844至1856年）。评论称赞画中的宝琳“精致、细腻，优雅直达指尖……堪称贵族的奇妙化身”。画作整体获得高度评价，可与画家的《豪森维尔公爵夫人肖像》和《罗斯柴尔德男爵夫人肖像》（Portrait of Baronne de Rothschild）相提并论。
作品很快得到评论界和公众的普遍赞誉，成为媒体的关注焦点。大部分评论员能够理解画中物理形状变化的机巧所在，但也有作者站在少数派的学术视角批评画中人物“虚弱、脱水，仿佛还在生病，瘦弱的手臂搁在前面的扶手椅上。安格尔先生以闻所未闻的方式渲染这双大而无神，毫无光彩的双眼。他肯定是在现实生活中看到过这种负面表情，然后以正面角度反映到这张脸上。”
大多数评论关注作者对人物衣着、配饰和其他装饰细节的讲究，认为画作证明安格尔正处创作巅峰，还有少数评论称赞画中的精确程度可与范艾克相提并论。部分作家认为，王妃的眼神和表情还暗示出忧郁情绪。

### 脚注
1. 1 2 3 4 5 6  Tinterow 1999，第447頁.
2. 1 2  Naef 1966，第274頁.
3. 1 2 3  Tucker 2009，第13頁.
4. 1 2 3 4 5  Tinterow 1999，第449頁.
5. 1 2 3  Tucker 2009，第11頁.
6. 1 2 3 4 5  Amory 2016.
7. 1 2 3 4  Tinterow 1999，第452頁.
8. ↑  Tinterow 1999，第454頁.
9. ↑  Brettell, Tucker & Lee 2009，第452頁.
10. ↑  Tucker 2009，第17頁.
11. 1 2  Tucker 2009，第16頁.
12. 1 2 3 4  Hale 2000，第206頁.
13. ↑  Wolohojian 2003，第206頁.
14. 1 2 3  Taylor 2002，第122頁.
15. ↑  Marandel 1987，第72頁.
16. ↑  Naef 1966，第276頁.
17. 1 2 3 4  Rosenblum 1990，第118頁.
18. ↑  McConnell 1991，第38頁.
19. ↑  Harris & Zucker 2009.
20. ↑  Rosenblum 1990，第32頁.
21. ↑  Rosenblum 1990，第37頁.
22. 1 2  Davies 1934，第241頁.
23. ↑  Tucker 2009，第11–13頁.
24. 1 2  Newbery 2007，第344頁.
25. ↑  Naef 1966，第275頁.
26. 1 2  Tinterow 1999，第451頁.
27. ↑  Tinterow 1999，第451–452頁.